# Jean-Frédéric de Brandebourg-Ansbach
Jean-Frédéric de Brandebourg-Ansbach (8 octobre 1654, Ansbach – 22 mars 1686, Ansbach) est margrave de Brandebourg-Ansbach de 1667 à sa mort.

## Biographie
Jean-Frédéric est le fils aîné du margrave Albert et de Sophie-Marguerite d'Oettingen-Oettingen. Son père meurt en 1667, alors qu'il n'a que treize ans, et un gouvernement est désigné pour assurer la régence en son nom. Il atteint sa majorité en 1672 et commence à gouverner seul ses États.
Ses trois fils Christian-Albert, Georges-Frédéric II et Guillaume-Frédéric lui succèdent tour à tour à la tête de la principauté.

## Mariages et descendance

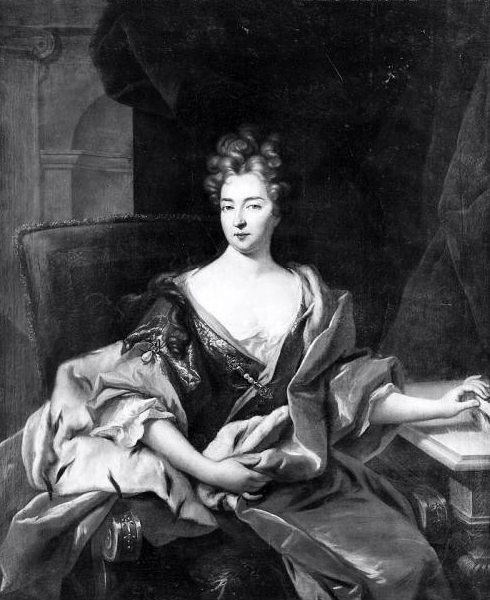
Éléonore de Saxe-Eisenach, deuxième épouse de Jean-Frédéric.

Le 5 février 1672 à Durlach, Jean-Frédéric épouse Jeanne-Élisabeth de Bade-Durlach (1651-1680), fille du margrave Frédéric VI de Bade-Durlach et petite-fille maternelle de Catherine Vasa. Cinq enfants sont nés de cette union :
- Léopold-Frédéric (29 mai 1674 – 21 août 1676) ;
- Christian-Albert (18 septembre 1675 – 16 octobre 1692) ;
- Dorothée-Frédérique de Brandebourg-Ansbach (12 août 1676 – 13 mars 1731), épouse en 1699 le comte Johann Reinhard III de Hanau-Lichtenberg ;
- Georges-Frédéric II (3 mai 1678 – 29 mars 1703) ;
- Charlotte (29 juin 1679 – 24 janvier 1680).

Veuf, il se remarie le 4 novembre 1681 à Eisenach avec Éléonore-Erdmuthe de Saxe-Eisenach (1662-1696), fille du duc Jean-Georges Ier de Saxe-Eisenach. Trois enfants sont nés de cette union :
- Caroline (1er mars 1683 – 20 novembre 1737), épouse en 1705 le futur roi George II de Grande-Bretagne ;
- Frédéric-Auguste (3 janvier 1685 – 30 janvier 1685) ;
- Guillaume-Frédéric (8 janvier 1686 – 7 janvier 1723).